# (6357) Глушко
(6357) Глушко (лат. Glushko) — типичный астероид главного пояса, открыт 24 сентября 1976 года советским астрономом Николаем Черных в Крымской астрофизической обсерватории и 4 мая 1999 года назван в честь советского инженера и учёного в области ракетно-космической техники Валентина Глушко.

## Обнаружение и именование
(6357) Глушко
Открыт 24 сентября 1976 года в Научном Н. С. Черных.
Назван в память о советском пионере в области жидкостного ракетостроения Валентине Петровиче Глушко (1908—1989). Двигатели многих советских космических ракет были спроектированы под его руководством.
Оригинальный текст (англ.)6357 Glushko
Discovered 1976-09-24 by Chernykh, N. S. at Nauchnyj.
Named in memory of Valentin Petrovich Glushko (1908—1989), Soviet pioneer in liquid-fuel rocket-engine construction. The engines of many Soviet space rockets were designed under his leadership.
Источники: DISCOVERY.DB; M.P.C. 34623.

## Орбита

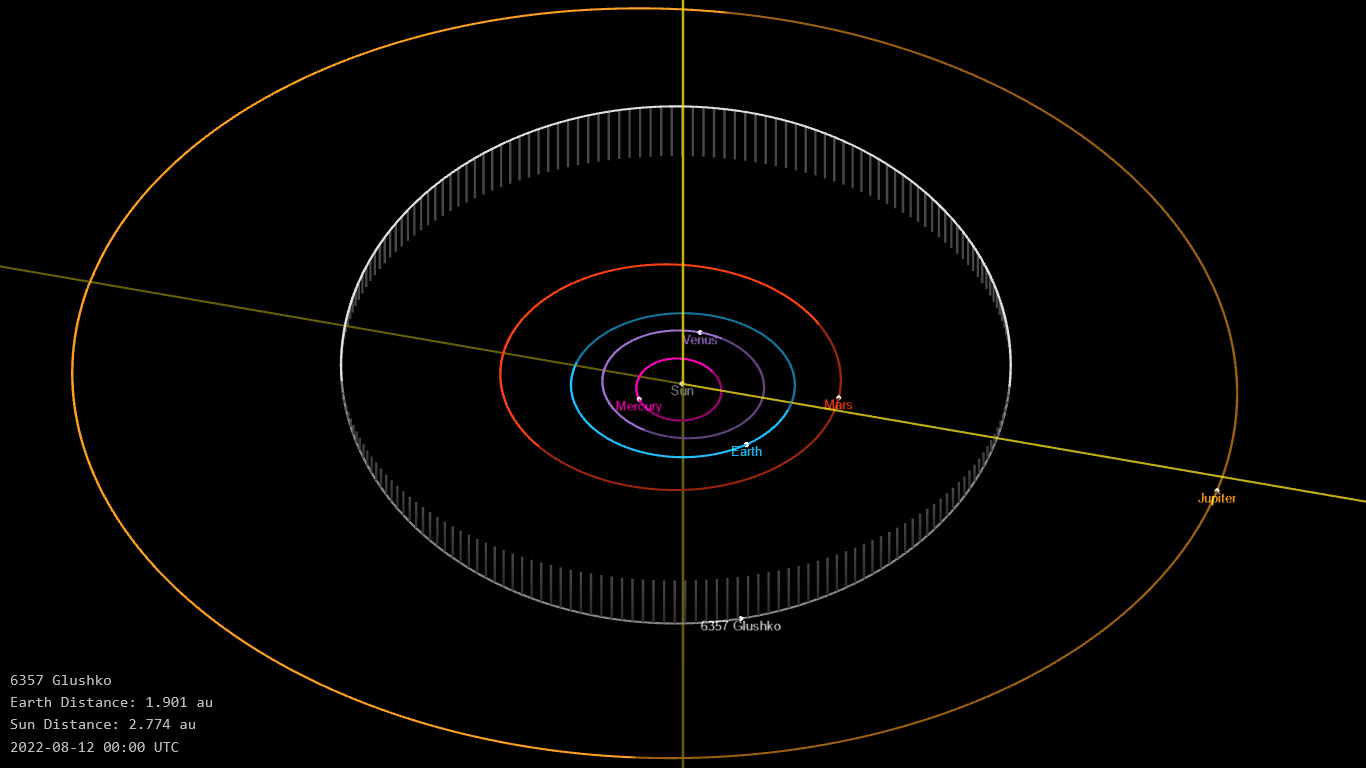
Орбита астероида Глушко и его положение в Солнечной системе

## Физические характеристики
Астероид относится к таксономическому классу C.
По результатам наблюдений в видимом и ближнем инфракрасном диапазоне космического телескопа NEOWISE и наблюдений в инфракрасном диапазоне спутника Akari диаметр астероида оценивался равным 10,981±0,267 км и 14,39±1,05 км. Согласно тем же источникам альбедо оценивается как 0,1931±0,0334, 0,115±0,018 и 0,193±0,033.